# Classic Loire-Atlantique
Der Classic Loire-Atlantique ist ein französisches Straßenrad-Eintagesrennen.
Der Classic Loire-Atlantique wurde im Jahr 2000 zum ersten Mal ausgetragen. Seit 2005 ist er Teil der UCI Europe Tour und war in die UCI-Kategorie 1.2 eingestuft. Seit 2011 hat es die Kategorie 1.1. Das Rennen findet jährlich im März im französischen Département Loire-Atlantique statt.

## Siegerliste
| Jahr | Sieger                            | Zweiter             | Dritter            |          |
| ---- | --------------------------------- | ------------------- | ------------------ | -------- |
| 2000 | Frédéric Delalande                | Emmanuel Mallet     | Gilles Canouet     |          |
| 2001 | Nicolas L'Hôte                    | Erki Pütsep         | Jonathan Dayus     |          |
| 2002 | Rune Jogert                       | Ludovic Rousselot   | Lloyd Mondory      |          |
| 2003 | Thomas Voeckler                   | Anthony Charteau    | Sébastien Hinault  |          |
| 2004 | Erki Pütsep                       | Denis Robin         | Franck Pencolé     |          |
| 2005 | José Alberto Martínez             | Alberto Benito      | Aljaksandr Ussau   |          |
| 2006 | Sergei Alexandrowitsch Kolesnikow | Noan Lelarge        | Mathieu Drujon     |          |
| 2007 | Nicolas Jalabert                  | Juri Trofimow       | Piotr Zieliński    |          |
| 2008 | Mikel Gaztañaga                   | Jimmy Casper        | Frédéric Finot     |          |
| 2009 | Cyril Bessy                       | Michael Reihs       | David Le Lay       |          |
| 2010 | Laurent Mangel                    | Renaud Dion         | Pierrick Fédrigo   |          |
| 2011 | Lieuwe Westra                     | Bert Scheirlinckx   | Yohan Cauquil      |          |
| 2012 | Florian Vachon                    | Mirko Selvaggi      | Sébastien Delfosse |          |
| 2013 | Edwig Cammaerts                   | Jauhen Hutarowitsch | Laurent Pichon     |          |
| 2014 | Alexis Gougeard                   | Kenneth Vanbilsen   | Wesley Kreder      |          |
| 2015 | Alexis Gougeard                   | Marco Marcato       | Anthony Delaplace  |          |
| 2016 | Anthony Turgis                    | Loïc Chetout        | Kévin Ledanois     |          |
| 2017 | Laurent Pichon                    | Thomas Boudat       | Hugo Hofstetter    |          |
| 2018 | Rasmus Christian Quaade           | Daniel Hoelgaard    | Armindo Fonseca    |          |
| 2019 | Rudy Barbier                      | Marc Sarreau        | Rory Townsend      |          |
| 2020 | abgesagt                          | abgesagt            | abgesagt           | abgesagt |
| 2021 | Alan Riou                         | Valentin Madouas    | Dorian Godon       |          |
| 2022 | Anthony Perez                     | Lewis Askey         | Matis Louvel       |          |
| 2023 | Axel Zingle                       | Laurence Pithie     | Maikel Zijlaard    |          |
| 2024 | Paul Lapeira                      | Tom Van Asbroeck    | Emmanuel Morin     |          |
| 2025 | abgesagt                          | abgesagt            | abgesagt           | abgesagt |